# Сусково
Су́сково (угор. Bányafalu, нім. Erwinsdorf) — село в Україні, у Мукачівському районі Закарпатської області. Входить до складу Полянської сільської громади.

## Географія
Розташоване на лівому березі річки Латориці, за 10 км від Сваляви, за 1 км від залізничного зупинного пункту Пасіка.

## Назва
Назва села походить від слова «SUSKAVE», що означає «пильнувати», «спостерігати».
Село Сусково лежить на пагорбах і має такий вигляд, ніби воно поставлене сторожити зелені гори. З тих пагорбів видно далеко. А найвищі з них, Вержищі, насунулися на дорогу, яка веде на схід, і ніби строго запитували подорожнього: «Куди йдеш чи їдеш? Чи добрі твої наміри?»
У давні часи на цих пагорбах ставили стовпи зі східцями, щоб можна було піднятися якнайвище, а на верхівці стовпів прив’язували сніп соломи. Поставлені на стовпах сторожі повинні були у разі появи на кордоні неприятеля негайно сповістити весь ряд сторожів сигналом - спаленням соломи.
Те, що колись у Сускові жили люди військові, свідчить і прізвище Йовбак, пов’язане із військовою справою.
Інша легенда: На місці майбутнього села росли чагарники, а далі вгору вони змінювались велетенським лісом, який стіною обступав кілька невеличких галявинок, які ніби насилу були втиснені в обійми велетня лісу.
Ховаючись від пана та панських посіпак, якийсь Сускан разом зі своєю сім’єю (а сім’я в нього була велика), вирішив оселитися на одній з галявинок, що була добре захищена лісом з усіх боків. Сускан і не підозрював, що земля тут щедра на врожай. Не помічав чоловік і краси довкілля. Поселившись, він поволі почав викорчовувати чагарники й садити картоплю, кукурудзу, квасолю; сіяти жито і пшеницю, овес і просо, розводити сад.
Минали роки. Сім’я розросталась. Утворився невеличкий хутір, а згодом і село невелике.
Від прізвища першого поселенця й носить село назву Сусково. Але не так називали його люди в той час. Спочатку воно було Сусканово. Та, очевидно, важко було так вимовляти, тому й збереглась сучасна назва села.
Третя назва походить від того, що там знаходилися величезні популяції сусликів, на яких велося полювання. Тому першопочатково село мало назву Сусликово

## Історія
В 1864 році на східному схилі колишнього сільського пасовиська виявлено великий бронзовий скарб, до складу якого входило біля 50 предметів: кельти, долота, пилки, серпи, браслети, датується епохою раннього заліза і зараховується до культури Голігради. Вага предметів - 4,79 кг.
За відомостями, одержаними з письмових церковних джерел, та розповідями старожилів село засноване близько у 1456 році, але з часом запустіло і знову було заселене 6 квітня 1646 року сім'єю Василя Ціванки, але у 1677 році село знову спустіло.

### Йовбаковиця
До 1893 року на території сучасного села були два населені пункти: Сусково та Йовбаковиця. Назва цих сіл походить від прізвищ його перших жителів: Сускова, який поселився в нижній течії потічка Клинівка, та Йовбака, що жив у верхній течії.
Зручнішою для людей була нижня частина, тобто село Сусково, яке з часом збільшувалося. Йовбаковиця ж поступово втратила своє значення як населений пункт.
Сусково: Назву дістало від потічка Сусков, що тече через село. У XVII ст. одна частина поселення належала до Мукачівського замку, а друга – до Чинадіївського палацу.
На основі «Урбарії» від 1649 року, тут були 4 кріпаки, які належали вдові Раковці Дьердя. Раковці Д. 6 квітня 1645 року дав кенєзство Ціванно Ласлові і через нього сину Онуфрію і внуку Ігнату. Однак розселення не вдалося.
1672 року, під час правління Жофії Баторі, не було нових поселенців. А в «Урбарії» 1682 року називався предіум , котрий 1677 року був знищений. Не жив тут ніхто, бо Ціванно Онуфрій – кенєз переселився у Велику Бистру, а два другі – Зіткович Кость і Федір сховалися.
За переписом 1691 року, тут було 120 жителів із них 18 кріпаків, що належали Чинадіївському володінню. Церква вже тоді вважалася старою. Вона стояла біля підніжжя східної висоти і була збудована з колотих дубових дошок. Піп звідти пішов через велику нужду. У 1870 році на західній околиці села була збудована церква навпроти нової фари.

### Ервінсдорф
Село Сусково має присілок Нове Село. Колись його називали селом Ервінсдорф. Бо саме Ервін Шенборн 1856 року завіз сюди 12 сімей колоністів з німецьких земель Чехії для роботи в лісі. Як римокатолики, жителі села належали до Драчинського приходу. Переселенці трималися своєї мови, своєї віри і неохоче родичалися з нашими людьми. Проте були добрими сусідами, ревними християнами.
У ХІХ ст., єврею Мермелштайн, вдалося відкрити за селом каменоломню. Більша частина безземельних селян йшла на заробітки до нього. Але, не маючи необхідних навиків у роботі з каменем, заробляла дуже мало.
У зв’язку з нестатком кваліфікованої робочої сили, власник каменоломні привозить робітників з Італії і Польщі. Їх нащадки повернулися на батьківщину тільки у 1919 році.

### Скелі Баня
Печера під Банею
Бані – скелі над Сусковом. Тепер тут видобувають камінь, а колись у печерах під Банею добували залізну руду. А руда та - червона, то краплі крові замордованих.
Під Банею - яр скелястий, у глибині яру - печера. Вхід до цієї печери був такий низький і такий тісний, що навіть пролізти було важко. Невелика була вона й невисока, але двадцять осіб навстоячки могли вміститися в ній. У стінах печери знаходились подібні між собою отвори, що вели до нових печер. Ось яка згадка про них залишилась.

## Релігія
храм св. Миколи Чудотворця. 1880.
У 1691 р. йшлося про стару дерев’яну церкву, збудовану з колотих дубових колод, що стояла біля фари, на східному мокрому схилі ще до запустіння села в 1677 р. Очевидно, це була церква в урочищі “Литвак”.
За переказом, під час війни куруців селяни зняли з церкви три дзвони і закопали, але знайти їх потім не вдалося.
Дерев’яну церкву з одним дзвоном згадують у 1730 р. за священика Симона Хомицького. У 1778 р. в Сускові і в поселенні, що звалося Йовбовиця (пізніше злилося з Сусковом), стояли спустошені церкви. У селі розповідають, що другу церкву збудували в урочищі “Вержиці”, але служила вона людям недовго. Під самим престолом у церкві з’явилася криничка, й один чоловік, напившись із неї води, онімів. Криницю закидали камінням, а церкву покинули.
Остання дерев’яна церква стояла в урочищі “Потік” або “Вобочаковиця”. 21 липня 1845 р. священик Антон Сільвай і громада просили місцеву владу дозволити збудувати нову церкву вище, бо старе місце було дуже мокре. Основний камінь під спорудження мурованої церкви благословили 3 червня 1868 р. Храм збудували у 1880 році  стараннями відомого письменника-просвітителя о. Івана Сільвая (1838 – 1904) – сина Антона Сільвая, старшого попечителя Василя Сабова, що трудився більше всіх, його помічника Василя Русина та Василя Матяцка, а посвячення і перша служба відбулися в 1880 р. на праз-ник св. Миколи. Вежу з дзвіницею зведено за о. Олекси Дулишковича.
У 1898 р. Міністерство освіти виділило на прикрашення храму 100 гульденів. Встановлення іконостаса, що був благословлений 24 серпня 1902 p., є заслугою священика Нестора Ромжі, попечителів Франциска Бачи-ка, що жертвував найбільше, вже згаданого Василя Сабова, Василя Іванча та Івана Стан-ковича.
Старий іконостас замінили в 1992 p., але текст про історію будівництва було переписано і встановлено на зворотному боці нового іконостаса, який майстерно вирізьбили місцеві різьбярі Анатолій Горнодь та його син Павло за священика Петра Ляха, дяка М. Талабішка, церківника Івана Дешка. Збережено старий жертовник та балдахін. Більшість ікон уже нові, не замінено лише намісні ікони та великий образ “Христа Вседержителя”.
А. Горнодь та І. Дешко розповіли, що в Сускові добували залізну руду для фабрики в Фрідєшові, звідки отримали певні кошти на спорудження церкви. Усю дахову конструкцію зробив з дуба дідо А. Горнодя Михайло Горнодь.
До дзвіниці ведуть бічні двері. Великий дзвін відлив Ф. Еґрі в 1923 р. стараннями о. Костянтина Пузи, кураторів Івана Тріщули та Василя Русина. Середній – виготовив Лайош Ласло в М. Ґеївцях у 1887 р. на кошти Василя Сабова з дружиною. Малий дзвін відлив у Празі в 1921 р. Арношт Дьєполд.

## Присілки

### Ервіндорф
Ервіндорф - колишнє село в Україні, в Закарпатській області.
Обєднане з селом Сусково
Згадки: 1856: Ervinfalu, 1882: Ervinfalva, Szuszkó újfalu, 1895: Szuszkó-Ujfalu, 1910: Szuszkóújfalu, Erwinsdorf, 1913: Szuszkóújfalu, 1925: Susko Nové Selo, Novo Selo, 1930: Selo Nové, 1944: Szuszkóújfalu, Сусково Новое Село.

### Йовбаковиця
Йовбаковиця - колишнє село в Україні, в Закарпатській області.
Обєднане з селом Сусково
Згадки: 1583: Jobbák , 1600: Jobafalva, Jobovica, 1630: Jobauicza, 1645: Iobbowicza, 1773: Jobowicza, 1808: Jobovicza, 1851: Jobovicza, 1873: Jobovica , 1913: Jobbovica, 1925: Jobovica
У 1778 р. тут стояли спустошені церкви
Йовбаковиця: Володар землі Магочі Ференц Мункачі 1583 року передав її Йовбаку Іштвану. З цього часу біля підніжжя Синяка (Синя гора) організовано село і там поселено кріпаків.
До 1649 року кількість поселення зменшилося, а потім знову почала зростати. На території Йовбаковиці протікає потік Йовба, який уже в XVII ст. розділяв земельні угіддя.

### Кузьо
Кузьо - колишнє село в Україні, в Закарпатській області.
Обєднане з селом Сусково
Згадки: 1600: Kuzjo

## Населення
Згідно з переписом УРСР 1989 року чисельність наявного населення села становила 1374 особи, з яких 671 чоловік та 703 жінки.
За переписом населення України 2001 року в селі мешкало 1466 осіб.

### Мова
Розподіл населення за рідною мовою за даними перепису 2001 року:
| Мова       | Відсоток |
| ---------- | -------- |
| українська | 98,77 %  |
| російська  | 0,75 %   |
| німецька   | 0,34 %   |
| молдовська | 0,07 %   |

## Туристичні місця
- Печера під Банею
- Бані – скелі над Сусковом. Т
- храм св. Миколи Чудотворця. 1880.
- каменоломня Мермелштайн

## Видатні уродженці
У селі народився письменник-просвітитель Іван Сільвай(1838-1904)
У селі народився письменник-просвітитель Іван Сільвай- священник,письменник,поет, етнограф,фольклорист,суспільний діяч.Вчився в Будапешті.Служив у селах Сусково,Дусино,Тур,ї Ремети,Нове Давидково.Автор духовних і світських оповідань,Статей,нарисів,Повістей,церковних проповідей,надрукованих в ужгородських і львівських газетах і журналах.Історичну вартість має його "Автобіографія". У Сускові він проводив в післяобідній, святковий час «духовні читання». В своїх проповідях він часто виступав проти випивання, яке веде до загибелі сім’ї.Боровся проти мадяризаторської  політики мукачівського єпископа Стефана Паньковича на сторінках  ужгородського сатиричного журналу "Сова",що свідчить про його громадянську мужність. Після смерті Івана Антоновича Сільвая залишилася велика літературна спадщина: вірші «Дерево життя», «Перші філологи», «Львоборець», «Федір Корятович», «Із-за гір», «Бідна сиротина», «Старий Думко», «Свічка, яка горить», «Журба»; повісті і розповіді-оповідання «Із-за одної чарочки горілки», «Біда, нема жида», «Сироти», «Мати і невістка», «Міліціонер», багато статей до журналів.Рукописна спадщина  Сільвая виглядає як 8 томів великого об,єму.Літературний псевдонім  Сільвая -"Метеор".Він дійсно був  світлим метеором в духовному і літературному житті не тільки села,а й цілого Закарпаття.